# Uesugi Kagetora
Uesugi Kagetora (上杉景虎; 1552 - 1579) was een samoerai tijdens de Japanse Sengoku-periode. Hij was de zevende zoon van Hojo Ujiyasu en werd later geadopteerd door Uesugi Kenshin. 
Hij zou eigenlijk Kenshin opvolgen als hoofd van de Uesugi. In 1578 werd hij echter aangevallen in zijn kasteel te Otate door Uesugi Kagekatsu -- een andere geadopteerde zoon van Kenshin -- en werd vervolgens verslagen. Kagetora pleegde het jaar daarom seppuku.  